# Ricardo Becerro de Bengoa
Ricardo Becerro de Bengoa (Vitoria, 7 de febrero de 1845-Madrid, 1 de febrero de 1902) fue un profesor, periodista, publicista, político, académico y dibujante español.

## Biografía
Nació el 7 de febrero de 1845 en la ciudad alavesa de Vitoria, hijo de Miguel Becerro y de Francisca Cayetana de Bengoa y Ruiz de Azúa. Realizó sus estudios en Vitoria y Villarreal, para más tarde trasladarse en primer lugar a Valladolid y a continuación, entre 1865 y 1867, a Madrid, ciudades donde estudió la carrera de ciencias. De ideología republicana y fuerista, entre 1868 y 1869 dirigió la revista satírica El Mentirón. Fue también colaborador de publicaciones periódicas como Aquello, La Ilustración Española y Americana, El Solfeo, El Euskalduna, Irurac bat, El Porvenir Alavés, El Norte o La Reforma, entre otras. Fue director de publicaciones como El Diario Palentino, la Revista Castellana, El Trabajo o La Naturaleza. Cultivó también el dibujo.
Doctor en Ciencias y catedrático de Física y Química en el Instituto de San Isidro, ocupó los cargos de consejero de Instrucción Pública y Vocal del  Consejo  superior de Agricultura, Industria y Comercio.  Obtuvo escaño de diputado a Cortes por Vitoria en las elecciones de 1886, 1891, 1893 y 1898, además de ser senador, por la provincia de Álava, en 1901. Fue miembro permanente de la Comisión de Pesas y Medidas, miembro de la Academia de Bellas Artes de San Fernando, miembro numerario de la Real Academia de Ciencias Exactas, Físicas y Naturales, catedrático de Física y Química en el Instituto de Palencia y académico de Bellas Artes en Valladolid. Miembro de la Real Academia de la Historia (1871), fue cronista de la ciudad de Vitoria y vocal del Consejo de Instrucción Pública (1900). Casado (1874) con Isabel Antolín Antolín, falleció el 1 de febrero de 1902 en Madrid. Cuatro días después del fallecimiento, su ciudad natal lo honró dándole su nombre a una calle.

## Obras
- Beti bat eta.
- Papeles de un estudiante.
- 1873: Hojas caídas. Palencia Ed: de Hijos de Gutiérrez.  124 p.
- 1874: El libro de Palencia. Palencia Ed: de Hijos de Gutiérrez. 242 p.
- 1874: El romancero alabés. Vitoria: Estab. Tip. de la Viuda e Hijos de Iturbe.
- 1874: De Palencia a Oviedo y Gijón; Langreo, Trubia y Caldas. Palencia Ed: Alonso y Z. Menéndez.  295 p. Ricardo Becerro de Bengoa  (1874). El recién nacido. Ed: .  p. ISBN [c]
- 1876: El gran mundo. Ed: M. Fernández de la Torre. 192 p.
- 1877: El libro de Álava. Vitoria Ed: Hijos de Manteli. 334 p.
- 1877: Los viciosos. Ed: Luis de Diego.  318 p.
- 1881: La electricidad moderna. Madrid  Ed:. 212 p.
- 1881: El Sacamantecas : su retrato y sus crímenes : narración escrita con arreglo a todos los datos auténticos. Vitoria Ed: Viuda e Hijos de Iturbe.  58 p.
- 1882: Antigüedades históricas y literarias de Alaba. San Sebastián. Ed: . 39 p.
- 1883: De Palencia a La Coruña. Palencia. Ed: Alonso y Z. Menéndez. 231 p.
- 1892: Trueba: estudio biográfico. Madrid Ed: La España Moderna. 62 p.
- 1892: La Rábida; conferencia de Ricardo Becerro de Bengoa pronunciada el día 21 de diciembre de 1891. Ed:. 31 p.
- 1894: Tendencias de la química moderna. Madrid  Ed: Luis Aguado. 70 p.
- 1898: La nueva iglesia de San Ignacio . Madrid. Ed: Real Congregación de Naturales y Oriundos de las Tres Provincias Vascongadas. 29 p.
- 1918: Descripciones de Álava. Vitoria: Imprenta de Domingo Sar.
- 1986: El estudio del gran pintor Casado. Palencia Ed: Diputación Provincial de Palencia. 32 p.
- 2001: La enseñanza en el siglo XX. Bilbao Ed: Universidad del País Vasco. 255 p. ISBN 84-8373-363-3
- 2007: La Tierra de Campos álbum de excursiones. Palencia. Ed: Diputación Provincial de Palencia. 192 p. ISBN 978-84-935176-3-2